# پلام گروو (تگزاس)
پلام گروو، تگزاس(به انگلیسی: Plum Grove, Texas) شهری در ایالت تگزاس از ایالات جنوبی ایالات متحده آمریکا است. در سرشماری سال ۲۰۰۰، جمعیت این شهر ۹۳۰ نفر اعلام شد.